# Śluby ułańskie
Śluby ułańskie – polski film komediowy z 1934 w reżyserii Mieczysława Krawicza, będący adaptacją noweli Kazimierza Andrzeja Czyżowskiego o tym samym tytule.

## Fabuła
W kasynie oficerskim ma miejsce uroczysta kolacja na cześć płk. Gończy (Franciszek Brodniewicz), który został mianowany dowódcą pułku ułanów. Bierze w niej udział  kadra dowódcza. Uczestnicy kolacji ślubują wieczny stan kawalerski. Wieczorem, przyjaciel Gończy, major Załęski (Witold Conti), czytając prowadzony przez siebie pamiętnik, wraca wspomnieniami do dawnych czasów, kiedy w 1914 r. w wieku lat szesnastu, wstępuje do Legionów i wyrusza na wojnę. Po wielu perypetiach, oddział kawalerzystów pod dowództwem Gończy, pieszo i z siodłami na plecach dociera do majątku we wsi Pleszczowice. Tam gościnnie przyjmuje ich właściciel majątku  Stanisław Pleszczyński (Aleksander Żabczyński) i jego żona Maria (Maria Modzelewska). Gospodarz wyraża zgodę na zarekwirowanie koni i dołącza do ułanów, zostawiając w domu Marię, w której zakochał się Gończa i małą Krzysię, siostrzenicę dziedzica. Wachmistrz Pleszczyński ginie na wojnie. Po kilkunastu latach od zakończenia wojny pułk, w którym służą Gończa i Załęski, wyrusza na manewry w okolicy wsi Pleszczowice.
Majątek Pleszczowice zagrał w filmie dwór rodziny Dłużewskich w Dłużewie.

## Obsada
- Franciszek Brodniewicz – jako pułkownik Gończa
- Witold Conti – jaki major Jan Załęski
- Aleksander Żabczyński – jako Stanisław Pleszczyński
- Maria Modzelewska – jako Maria, żona Pleszczyńskiego
- Tola Mankiewiczówna – jako Krzysia, siostrzenica Pleszczyńskiego
- Władysław Walter – jako doktor Demol
- Irena Skwierczyńska – jako Barbara
- Maria Żabczyńska – jako Agata
- Wanda Jarszewska – jako gospodyni
- Czesław Skonieczny – jako wachmistrz Patyczek
- Stanisław Sielański – jako Grześ
- Wojciech Ruszkowski – jako rotmistrz Jakubek
- Władysław Lenczewski – jako Lasota
- Andrzej Bogucki – jako młody oficer 1
- Leszek Pośpiełowski – jako młody oficer 2
- Jerzy Sulima-Jaszczołt – jako młody oficer 3
- Kazimierz Pawłowski – jako młody oficer 4